# Río Caparrito
El río Caparrito es un curso de agua del nordeste de la península ibérica, afluente del Onsella. Discurre por la provincia de Zaragoza.

## Curso
El río, que discurre por la provincia española de Zaragoza, nace al nordeste del municipio de Longás y acaba desaguando en el Onsella. Aparece descrito en el quinto volumen del Diccionario geográfico-estadístico-histórico de España y sus posesiones de Ultramar de Pascual Madoz con las siguientes palabras:

CAPARRITO: pequeño r. de la prov. de Zaragoza, en el part. jud. de Sos; tiene su origen al NE. del l. de Longas, en las pardinas que llaman de Sangorrines, 2 horas dist., y desagua en el r. Onsella, á 20 pasos de dicho l.: lleva generalmente una muela de agua, con la cual tan solo fertilizan dos cortos huertecitos, y tiene un puente de piedra de una arcada.
(Madoz, 1846, p. 501)